# 于兹比
于兹比是丹麦北日德兰大区齊斯泰茲市鎮的一个村庄。2019年人口275人。